# Angel Oak
L'Angel Oak (in italiano: "Quercia di Angel" o "Quercia dell'angelo") è un albero di Quercus virginiana pluricentenario, ubicato a Charleston, negli Stati Uniti d'America.
L'esemplare, alto 20 m e con una chioma che si estende per 1600 m², ha un'età stimata di 400-500 anni. L'albero, come l'intera specie, è caratterizzato da lunghi e tortuosi rami, il più lungo dei quali raggiunge una lunghezza di 57 m.

## Storia

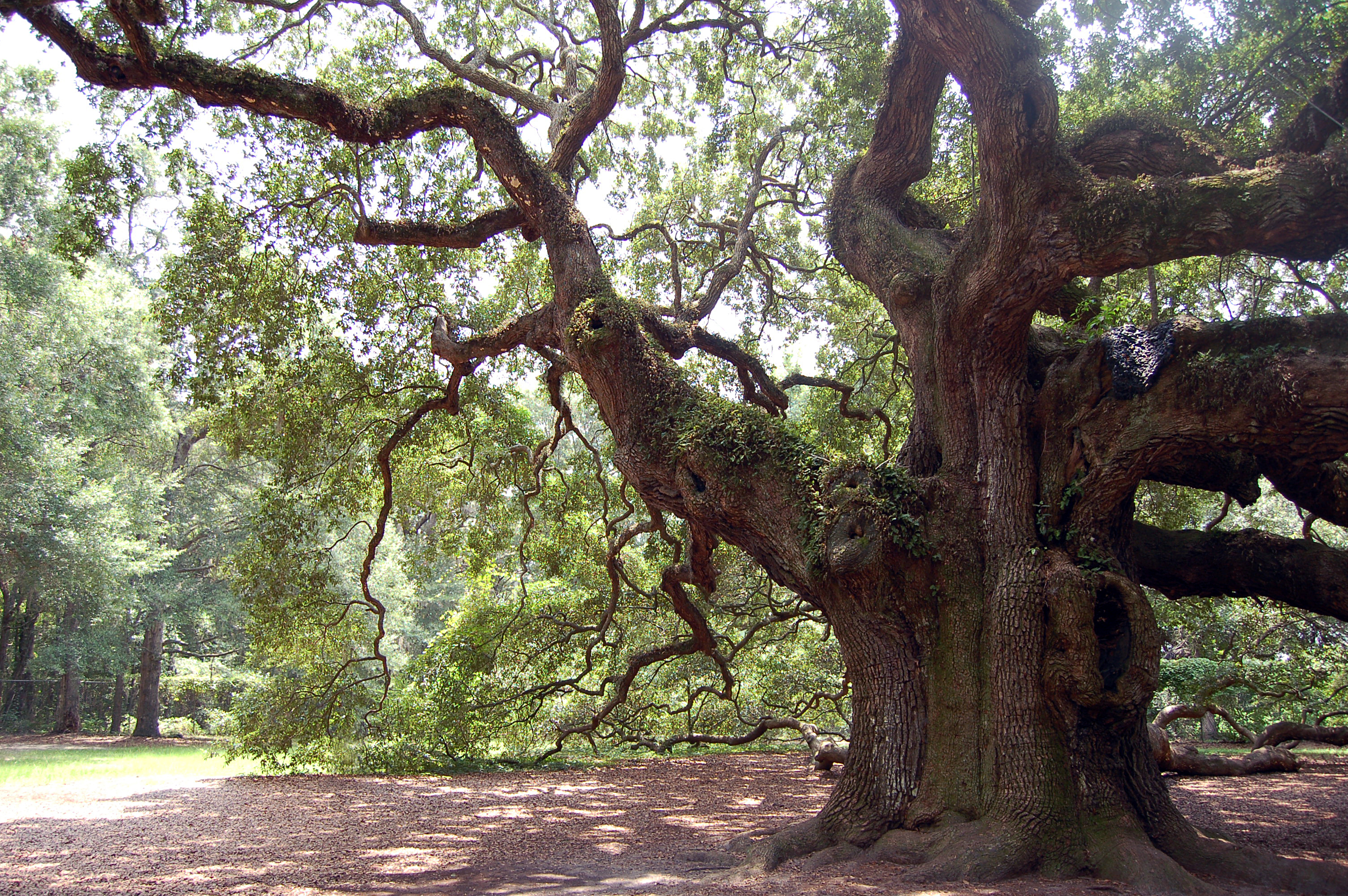
LAngel Oak nel luglio 2008.

L'albero divenuto destinazione turistica.

Le prime notizie che attestano l'esistenza dell'Angel Oak risalgono al 1717, quando l'albero ricadeva all'interno di un'area di coltivazione di proprietà di un uomo di nome Abraham White. Il nome della quercia deriva da Justus Angel e di sua moglie, Martha Waight Tucker Angel, discendente di Abraham White, successivi proprietari della tenuta, sebbene nel folklore locale il nome è stato associato a storie di fantasmi degli schiavi della zona che apparirebbero come angeli attorno all'albero.
Nel 1989 l'albero riportò dei danni a seguito del passaggio dell'uragano Hugo, ma recuperò negli anni successivi.
Nel 1991 la proprietà dell'albero e dell'area circostante fu trasferita alla città di Charleston che creò un parco a tutela del prezioso esemplare.
In seguito l'area attorno all'albero fu oggetto di interessi immobiliari che miravano alla costruzione di complessi residenziali. Nel 2012 il progetto fu bloccato in seguito al ricorso in tribunale da parte di un gruppo di attivisti denominato Save the Angel Oak and the Coastal Conservation League.